# Vsèvolod de Pskov

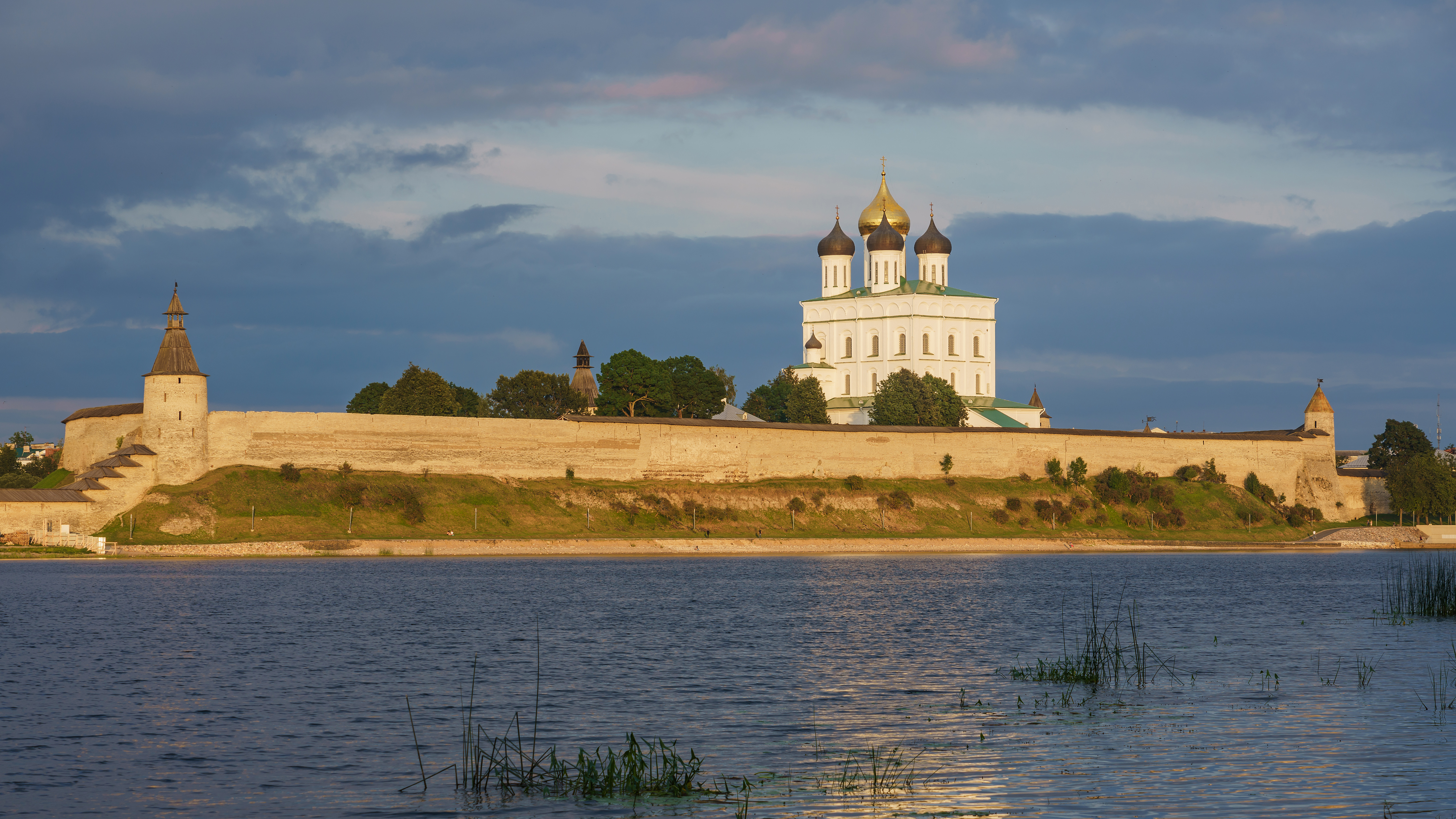
Kremlin i catedral de la Trinitat de Pskov.

Vsevolod Gabriel Mstislàvitx, en rus Всеволод Мстиславич (Nóvgorod, ca. 1090 - 11 de febrer de 1138) va ser príncep de Novgorod (1117-32), de Pereslavl (1132) i de Pskov (1137-38). Venerat com a sant per l'Església Ortodoxa Russa, és el sant patró de la ciutat de Pskov.

## Biografia
Era fill de Mstislav I de Kíev, fou proclamat príncep de Novgorod en 1117. Fou derrocat el 28 de maig de 1136 per una sublevació popular que el substituí per Sviatoslav Olgovitx. Empresonat al kremlin de Novgorod amb la seva família, va aconseguir de fugir-ne i es refugià a Kíev, a la cort del seu oncle Iaropolk II. Intentà reconquerir Novgorod l'any següent, però va haver de retirar-se a Pskov, on va ser príncep entre 1137 i 1138, quan morí.